# Jair García
Jair García Gamboa (ur. 25 października 1978 w Guadalajarze) – meksykański piłkarz występujący na pozycji napastnika, reprezentant Meksyku, trener piłkarski.

## Kariera klubowa
García, opisywany jako silny napastnik obdarzony świetnym strzałem głową, rozpoczynał swoją piłkarską karierę w klubie CF Monterrey, do którego seniorskiej drużyny został włączony jako dwudziestolatek przez szkoleniowca José Treviño. W meksykańskiej Primera División zadebiutował 27 lutego 1999 w przegranych 0:2 derbach miasta z Tigres UANL, lecz nie potrafił sobie wywalczyć miejsca w wyjściowym składzie i był to zarazem jego jedyny występ w barwach Monterrey. W połowie tego samego roku udał się na wypożyczenie do drugoligowej filii klubu, Saltillo Soccer, gdzie spędził kolejne dwanaście miesięcy. Jego dobre występy na zapleczu najwyższej klasy rozgrywkowej zaowocowały transferem do jednego z najbardziej utytułowanych zespołów w kraju, Chivas de Guadalajara, dokąd ściągnął go trener Jesús Bracamontes. Właśnie w barwach Chivas zdobył swojego premierowego gola w pierwszej lidze; 11 marca 2001 w zremisowanej 1:1 konfrontacji z Tecos UAG. W barwach Chivas zaczął również regularnie pojawiać się na ligowych boiskach, w niektórych sezonach pełniąc nawet rolę podstawowego zawodnika.
Wiosną 2004 García po upływie trzech i pół roku odszedł z drużyny Chivas, kiedy to musiał ustąpić miejsca w składzie nowo pozyskanemu Adolfo Bautiście. Wobec tego podpisał umowę z klubem Puebla FC, gdzie szybko wywalczył sobie miejsce w wyjściowej jedenastce, zostając kluczowym zawodnikiem zespołu. Serię udanych występów przerwała mu jednak poważna kontuzja, której doznał w październiku 2004 i przez nią musiał pauzować niemal przez pół roku. Po powrocie na boisko nie umiał już nawiązać do wcześniejszej formy i na koniec rozgrywek 2004/2005 spadł z Pueblą do drugiej ligi meksykańskiej. Sam pozostał jednak w Primera División, przechodząc do stołecznego klubu Cruz Azul, lecz zaraz po podpisaniu kontraktu rozwiązał go z powodów osobistych. Ostatecznie został piłkarzem drużyny Club Santos Laguna z siedzibą w mieście Torreón, w której bez większych sukcesów występował przez następny rok.
W połowie 2006 roku García zasilił drugoligowy klub Indios de Ciudad Juárez, gdzie od razu został jednym z najskuteczniejszych graczy rozgrywek, odbudowując swoją formę. Dzięki temu ponownie znalazł zatrudnienie na najwyższym szczeblu rozgrywek, tym razem w Club Atlas z siedzibą w Guadalajarze. Tam zawiódł jednak oczekiwania, zdobywając zaledwie jedną bramkę w lidze, a po upływie sześciu miesięcy po raz drugi w karierze został piłkarzem Puebla FC, w którego barwach nie zdołał się ani razu wpisać na listę strzelców. Taki sam bilans zanotował w ekipie Cruz Azul, do której był wypożyczony wiosną 2008. W styczniu 2009, również na zasadzie wypożyczenia, został piłkarzem drugoligowego Club León, gdzie spędził pół roku, po czym wypożyczono go po raz kolejny, tym razem do Cruz Azul Hidalgo, rezerw Cruz Azul, także z rozgrywek drugoligowych. Na początku 2010 roku po raz kolejny, na zasadzie wypożyczenia, został piłkarzem klubu Indios de Ciudad Juárez, tym razem występującego już w pierwszej lidze. Nie zdołał jednak uchronić swojej drużyny przed spadkiem do drugiej ligi meksykańskiej na koniec rozgrywek 2009/2010.
Latem 2010 García został ponownie wypożyczony do drugoligowego Cruz Azul Hidalgo, w którego barwach szybko został podstawowym i wyróżniającym się piłkarzem, a podczas roku spędzonego w tej ekipie regularnie plasował się w czołówce tabeli strzelców Liga de Ascenso. W połowie 2011 roku na zasadzie wypożyczenia zasilił kolejnego drugoligowca, Lobos BUAP z miasta Puebla, gdzie także był kluczowym punktem linii ataku, a w wiosennym sezonie Clausura 2012 dotarł ze swoją drużyną do dwumeczu finałowego rozgrywek drugoligowych. W styczniu 2013, po nieudanym półroczu spędzonym w Puebli, już po raz siódmy udał się na wypożyczenie, tym razem do Mérida FC, drugoligowych rezerw Atlante FC.
| Sezon     | Klub                    | Kraj   | Rozgrywki        | Mecze | Bramki |
| --------- | ----------------------- | ------ | ---------------- | ----- | ------ |
| 1998/1999 | CF Monterrey            | Meksyk | Primera División | 1     | 0      |
| 1999/2000 | Saltillo Soccer         | Meksyk | Liga de Ascenso  |       |        |
| 2000/2001 | Chivas de Guadalajara   | Meksyk | Primera División | 12    | 4      |
| 2001/2002 | Chivas de Guadalajara   | Meksyk | Primera División | 29    | 5      |
| 2002/2003 | Chivas de Guadalajara   | Meksyk | Primera División | 28    | 7      |
| 2003/2004 | Chivas de Guadalajara   | Meksyk | Primera División | 13    | 0      |
| 2003/2004 | Puebla FC               | Meksyk | Primera División | 18    | 3      |
| 2004/2005 | Puebla FC               | Meksyk | Primera División | 13    | 7      |
| 2005/2006 | Club Santos Laguna      | Meksyk | Primera División | 23    | 4      |
| 2006/2007 | Indios de Ciudad Juárez | Meksyk | Liga de Ascenso  | 16    | 10     |
| 2006/2007 | Club Atlas              | Meksyk | Primera División | 15    | 1      |
| 2007/2008 | Puebla FC               | Meksyk | Primera División | 6     | 0      |
| 2007/2008 | Cruz Azul               | Meksyk | Primera División | 4     | 0      |
| 2008/2009 | Puebla FC               | Meksyk | Primera División | 8     | 1      |
| 2008/2009 | Club León               | Meksyk | Liga de Ascenso  | 13    | 1      |
| 2009/2010 | Cruz Azul Hidalgo       | Meksyk | Liga de Ascenso  | 14    | 6      |
| 2009/2010 | Indios de Ciudad Juárez | Meksyk | Primera División | 10    | 2      |
| 2010/2011 | Cruz Azul Hidalgo       | Meksyk | Liga de Ascenso  | 33    | 14     |
| 2011/2012 | Lobos BUAP              | Meksyk | Liga de Ascenso  | 27    | 11     |
| 2012/2013 | Puebla FC               | Meksyk | Primera División | 6     | 0      |
| 2012/2013 | Mérida FC               | Meksyk | Liga de Ascenso  |       |        |

## Kariera reprezentacyjna
W seniorskiej reprezentacji Meksyku García zadebiutował za kadencji selekcjonera Javiera Aguirre, 31 października 2001 w wygranym 4:1 meczu towarzyskim z Salwadorem. W 2002 roku znalazł się w składzie kadry narodowej, która złożona wyłącznie z graczy występujących w rodzimej lidze wzięła udział w Złotym Pucharze CONCACAF. Właśnie na tym turnieju strzelił swojego pierwszego i zarazem jedynego gola w reprezentacji; 18 stycznia 2002 w wygranym 1:0 spotkaniu fazy grupowej, również z Salwadorem. Ogółem w tamtej edycji Złotego Pucharu dwukrotnie pojawiał się na boisku, zaś Meksykanie odpadli z rozgrywek już w ćwierćfinale. Ogółem swój bilans reprezentacyjny zamknął na trzech rozegranych konfrontacjach.